# 埃爾皮諾 (多明尼加)
19°26′N 71°28′W / 19.433°N 71.467°W
埃爾皮諾（西班牙語：El Pino），是多明尼加共和國的城鎮，位於該國西北部，由達哈翁省負責管轄，面積88.35平方公里，2012年人口6,698，人口密度每平方公里76人。